# The Cold Vein
The Cold Vein è il primo album in studio del duo hip hop statunitense Cannibal Ox, pubblicato nel 2001.
Nel 2015 la rivista britannica Fact lo ha indicato come il miglior album indie hip hop di sempre.

## Tracce
1. Iron Galaxy – 5:56
2. Ox Out The Cage (featuring El-P) – 3:28
3. Atom (featuring Alaska &  Cryptic One of Atoms Family) – 5:52
4. A B-boy's Alpha – 4:27
5. Raspberry Fields – 4:01
6. Straight Off the D.I.C. – 4:17
7. Vein – 4:27
8. The F-Word – 5:27
9. Stress Rap – 5:31
10. Battle For Asgard (featuring C-Rayz Walz & L.I.F.E. Long) – 4:26
11. Real Earth – 3:57
12. Ridiculoid (featuring El-P) – 4:46
13. Painkillers – 5:58
14. Pigeon – 6:07
15. Scream Phoenix – 5:05

## Formazione
- Vast Aire
- Vordul Mega